# Campeonato Italiano de Patinação Artística no Gelo de 2018
Campeonato Italiano de Patinação Artística no Gelo de 2018 foi a edição da temporada 2017–18 do Campeonato Italiano de Patinação Artística no Gelo, um evento anual de patinação artística no gelo onde os patinadores artísticos competem pelo título de campeão Italiano nos níveis sênior e júnior. A competição foi disputada entre os dias 13 de dezembro e 16 de dezembro de 2017, na cidade de Milão, Lombardia.

## Eventos
- Individual masculino
- Individual feminino
- Duplas
- Dança no gelo

## Medalhistas
| Evento                          | Ouro                               | Prata                            | Bronze                             |
| Sênior                          |                                    |                                  |                                    |
| Individual masculino detalhes   | Matteo Rizzo                       | Ivan Righini                     | Maurizio Zandron                   |
| Individual feminino detalhes    | Carolina Kostner                   | Giada Russo                      | Elisabetta Leccardi                |
| Duplas detalhes                 | Nicole Della Monica Matteo Guarise | Valentina Marchei Ondřej Hotárek | Rebecca Ghilardi Filippo Ambrosini |
| Dança no gelo detalhes          | Anna Cappellini Luca Lanotte       | Charlène Guignard Marco Fabbri   | Jasmine Tessari Francesco Fioretti |
| Patinação sincronizada detalhes | Hot Shivers                        | Flying Angels                    | nenhum outro competidor            |
| Júnior                          |                                    |                                  |                                    |
| Individual masculino            | Nik Folini                         | Gabriele Frangipani              | Paolo Balestri                     |
| Individual feminino             | Lucrezia Beccari                   | Lara Naki Gutmann                | Marina Piredda                     |
| Duplas                          | Sara Carli Marco Pauletti          | Giorgia Audenino Fernando Fossa  | nenhum outro competidor            |
| Dança no gelo                   | Chiara Calderone Pietro Papetti    | Francesca Righi Aleksei Dubrovin | Sara Campanini Francesco Riva      |
| Patinação sincronizada          | Hot Shivers                        | Ladybirds                        | Shining Blades                     |

## Resultados

### Sênior

#### Individual masculino
| Pos.              | Nome               | Pontos | PC         | PL         |
| ----------------- | ------------------ | ------ | ---------- | ---------- |
| Medalha de ouro   | Matteo Rizzo       | 243.20 | 84.82 (1)  | 158.38 (1) |
| Medalha de prata  | Ivan Righini       | 232.85 | 81.89 (2)  | 150.96 (2) |
| Medalha de bronze | Maurizio Zandron   | 221.67 | 77.42 (3)  | 144.25 (3) |
| 4                 | Daniel Grassl      | 217.07 | 74.28 (4)  | 142.79 (4) |
| 5                 | Mattia Dalla Torre | 195.16 | 62.06 (6)  | 133.10 (5) |
| 6                 | Alessandro Fadini  | 183.34 | 63.71 (5)  | 119.63 (7) |
| 7                 | Alberto Vanz       | 174.88 | 54.02 (10) | 120.86 (6) |
| 8                 | Jari Kessler       | 167.68 | 55.12 (9)  | 112.56 (8) |
| 9                 | Marco Bozzuto      | 161.12 | 57.83 (8)  | 103.29 (9) |
| 10                | Marco Zandron      | 158.95 | 59.81 (7)  | 99.14 (10) |
| 11                | Nicolo Cafaro      | 99.34  | 33.62 (11) | 65.72 (11) |
| WD                | Adrien Bannister   | —      | — (WD)     |            |

#### Individual feminino
| Pos.              | Nome                    | Pontos | PC        | PL         |
| ----------------- | ----------------------- | ------ | --------- | ---------- |
| Medalha de ouro   | Carolina Kostner        | 222.34 | 81.91 (1) | 140.43 (1) |
| Medalha de prata  | Giada Russo             | 166.16 | 61.99 (2) | 104.17 (2) |
| Medalha de bronze | Elisabetta Leccardi     | 154.57 | 55.10 (3) | 99.47 (3)  |
| 4                 | Micol Cristini          | 137.58 | 50.79 (4) | 86.79 (4)  |
| 5                 | Sara Conti              | 131.81 | 46.43 (6) | 85.63 (5)  |
| 6                 | Chenny Paolucci         | 129.84 | 46.18 (7) | 84.37 (6)  |
| 7                 | Elettra Maria Olivotto  | 120.13 | 45.47 (5) | 73.70 (7)  |
| 8                 | Delia Paparella         | 105.70 | 36.15 (8) | 69.55 (8)  |
| WD                | Matilde Battagin        | —      | — (WD)    |            |
| WD                | Lucrezia Gennaro        | —      | — (WD)    |            |
| WD                | Roberta Rodeghiero      | —      | — (WD)    |            |
| WD                | Guia Maria Tagliapietra | —      | — (WD)    |            |

#### Duplas
| Pos.              | Nome                                 | Pontos | PC        | PL         |
| ----------------- | ------------------------------------ | ------ | --------- | ---------- |
| Medalha de ouro   | Nicole Della Monica / Matteo Guarise | 200.50 | 70.60 (2) | 129.90 (1) |
| Medalha de prata  | Valentina Marchei / Ondrej Hotarek   | 178.79 | 71.64 (1) | 107.15 (2) |
| Medalha de bronze | Rebecca Ghilardi / Filippo Ambrosini | 128.92 | 49.78 (3) | 79.14 (3)  |

#### Dança no gelo
| Pos.              | Nome                                 | Pontos | PC        | PL         |
| ----------------- | ------------------------------------ | ------ | --------- | ---------- |
| Medalha de ouro   | Anna Cappellini / Luca Lanotte       | 200.86 | 82.08 (1) | 118.78 (1) |
| Medalha de prata  | Charlene Guignard / Marco Fabbri     | 190.36 | 76.84 (2) | 113.52 (2) |
| Medalha de bronze | Jasmine Tessari / Francesco Fioretti | 144.74 | 57.40 (3) | 87.34 (3)  |
| 4                 | Carolina Moscheni / Andrea Fabbri    | 136.84 | 55.40 (4) | 81.44 (4)  |

#### Patinação sincronizada
| Pos.             | Nome          | Pontos | PC        | PL        |
| ---------------- | ------------- | ------ | --------- | --------- |
| Medalha de ouro  | Hot Shivers   | 140.01 | 50.58 (1) | 89.43 (1) |
| Medalha de prata | Flying Angels | 102.28 | 32.49 (2) | 69.79 (2) |